# Haematoxylum
- Commons
- Wikispecies

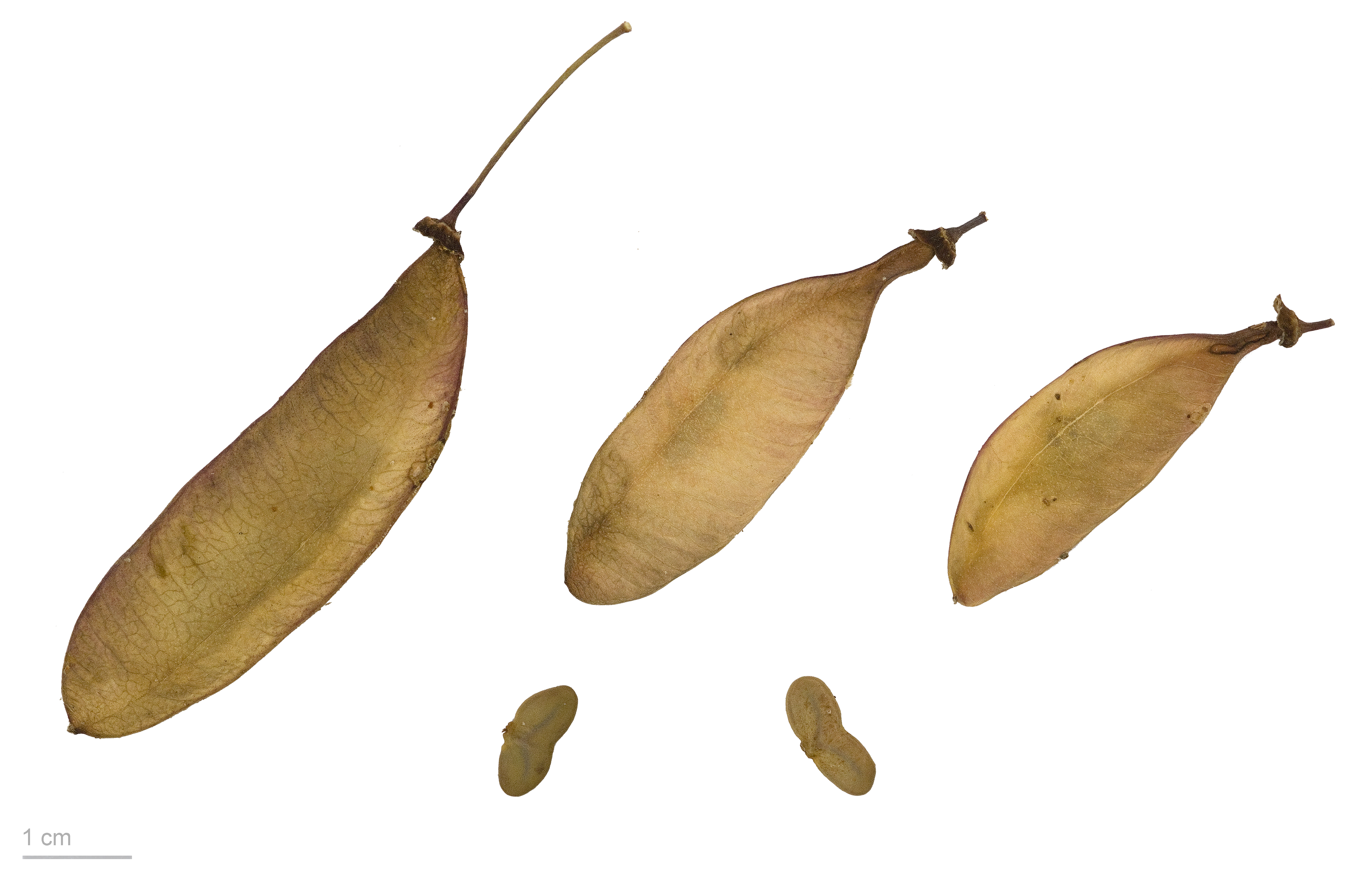
Haematoxylum brasiletto - MHNT

Haematoxylum L. é um género botânico pertencente à família Fabaceae.

## Sinonímia
- Cymbosepalum Baker

## Espécies
- Haematoxylum brasiletto
- Haematoxylum campechianum
- «Lista completa PPP-Index»

## Classificação do gênero
| Sistema | Classificação                     | Referência               |
| ------- | --------------------------------- | ------------------------ |
| Linné   | Classe Decandria, ordem Monogynia | Species plantarum (1753) |